# Kismet (film, 1930)
Pour les articles homonymes, voir Kismet.
Pour plus de détails, voir Fiche technique et Distribution.
Kismet est un film américain réalisé par John Francis Dillon, sorti en 1930. Le film est considéré comme perdu.
Il s'agit du remake du film de 1920, Kismet, et la deuxième adaptation cinématographique de la pièce de théâtre du même nom d'Edward Knoblock (1911).

## Synopsis
Hajj, un mendiant coquin de la cour de Bagdad, manigance pour marier sa fille à un membre royal et pour gagner le cœur de la reine du palais.

## Fiche technique
- Titre : Kismet
- Réalisation : John Francis Dillon
- Adaptation et dialogues : Howard Estabrook d'après la pièce Kismet d'Edward Knoblock
- Production : Robert North (en)
- Société de production : First National Pictures
- Société de distribution : Warner Bros. Pictures
- Photographie : John F. Seitz
- Montage : Alexander Hall
- Musique : Leon Rosebrook et Edward Ward
- Costumes : Edward Stevenson (non crédité)
- Pays d'origine : États-Unis
- Format : noir et blanc et séquences en couleur (Technicolor)  - Aspect Ratio: 1.37:1 Vitascope - son : Vitaphone (Western Electric Sound System)
- Durée : 90 min
- Dates de sortie : 
  - États-Unis : 30 octobre 1930
  - France : 26 février 1932

## Distribution
- Otis Skinner : Hajj
- Loretta Young : Marsinah
- David Manners : Calife Abdallah
- Sidney Blackmer : Wazir Mansur
- Mary Duncan : Zeleekha
- Montagu Love : le geôlier
- Ford Sterling : Amru
- Theodore von Eltz : le guide Nazir
- John St. Polis : l'Imam Mahmud
- Edmund Breese : Jawan
- Blanche Friderici : Narjis
- Richard Carlyle : le muezzin
- John Sheehan : Kazim
- Otto Hoffman : Azaf

## Remakes
- 1943 : Kismet, film indien réalisé par Gyan Mukherjee ;
- 1944 : Kismet, film américain en couleur réalisé par William Dieterle, avec Marlene Dietrich et Ronald Colman ;
- 1955 : L'Étranger au paradis, film américain en couleur réalisé par Vincente Minnelli, avec Howard Keel et Ann Blyth, inspiré de la comédie musicale de Broadway Kismet.